# Entomofauna
Entomofauna (gr.-łac.) - ogół gatunków owadów określonego obszaru, środowiska lub okresu geologicznego, np. entomofauna Polski, Tatr, lasu sosnowego, trzeciorzędu. Termin o charakterze bardziej faunistycznym niż ekologicznym, gdyż dotyczy gatunków w układzie powiązań systematycznych a nie ekologicznych. W zestawieniu z typami siedlisk (np. entomofauna próchniejącego drewna, wodna entomofauna itd.) termin przyjmuje kontekst ekologiczny i bliski jest pojęciom biocenoza, cenoza, grupa synekologiczna.